# Szereg Dirichleta
Szereg Dirichleta jest dowolnym szeregiem postaci:
{\displaystyle \sum _{n=1}^{\infty }{\frac {a_{n}}{n^{s}}},}
gdzie:
- {\displaystyle s} jest liczbą zespoloną;
- {\displaystyle (a_{n})_{n}} jest ciągiem o wartościach zespolonych.

Szerg Dirichleta odgrywa ważną rolę w analitycznej teorii liczb. Najczęściej spotykana definicja funkcji dzeta Riemanna jest szeregiem Dirichleta, podobnie jak L-funkcje Dirichleta. Przypuszcza się, że klasa Selberga szeregu zachowuje się zgodnie z Uogólnioną Hipotezą Riemanna. Szereg jest nazwany ku czci Petera Gustava Lejeune’a Dirichleta.
Jest to szczególny przypadek ogólnego szeregu Dirichleta.

## Zastosowanie w kombinatoryce
Szereg Dirichleta może zostać wykorzystany jako funkcja tworząca do zliczania ważonych zbiorów obiektów z uwzględnieniem wag.
Załóżmy, że {\displaystyle A} jest zbiorem z funkcją {\displaystyle w\colon A\to \mathbf {N} } przypisującą wagę każdemu elementowi {\displaystyle A,} załóżmy także, że włóknem nad każdą liczbą naturalną w tej wadze jest zbiór skończony. Nazwijmy taką parę {\displaystyle (A,w)} zbiorem ważonym. Załóżmy dodatkowo, że {\displaystyle a_{n}} jest liczbą elementów {\displaystyle A} o wadze {\displaystyle n.} Wówczas możemy zdefiniować formalny szereg Dirichleta będący funkcją tworzącą dla {\displaystyle A,} z uwzględnieniem {\displaystyle w,} w następujący sposób:
{\displaystyle {\mathfrak {D}}_{w}^{A}(s)=\sum _{a\in A}{\frac {1}{w(a)^{s}}}=\sum _{n=1}^{\infty }{\frac {a_{n}}{n^{s}}}.}
Zauważmy, że jeśli {\displaystyle A} i {\displaystyle B} są rozłącznymi podzbiorami pewnego zbioru ważonego {\displaystyle (U,w),} to szereg Dirichleta dla ich sumy mnogościowej jest równy sumie ich szeregów Dirichleta:
{\displaystyle {\mathfrak {D}}_{w}^{A\uplus B}(s)={\mathfrak {D}}_{w}^{A}(s)+{\mathfrak {D}}_{w}^{B}(s).}
Ponadto, jeśli {\displaystyle (A,u)} i {\displaystyle (B,v)} są dwoma zbiorami ważonymi i zdefiniujemy funkcję wagi {\displaystyle w\colon A\times B\to \mathbf {N} } jako
{\displaystyle w(a,b)=u(a)v(b),}
dla każdego {\displaystyle a} należącego do {\displaystyle A} i dla każdego {\displaystyle b} należącego do {\displaystyle B,} otrzymamy następujący rozkład szeregu Dirichleta z iloczynu kartezjańskiego:
{\displaystyle {\mathfrak {D}}_{w}^{A\times B}(s)={\mathfrak {D}}_{u}^{A}(s)\cdot {\mathfrak {D}}_{v}^{B}(s).}
Wynika to bezpośrednio z faktu, że {\displaystyle n^{-s}\cdot m^{-s}=(nm)^{-s}.}